# Baikaloperla elongata
Baikaloperla elongata är en bäcksländeart som beskrevs av Zapekina-dulkeit och Zhiltzova 1973. Baikaloperla elongata ingår i släktet Baikaloperla och familjen småbäcksländor. Inga underarter finns listade i Catalogue of Life.